# Hamish MacCunn
Hamish MacCunn nascut James MacCunn (Greenock (Inverclyde), 22 de març, 1868 - Londres, 2 d'agost, 1916) va ser un compositor, director i professor escocès.
Va ser un dels primers estudiants del recentment fundat Royal College of Music de Londres, i ràpidament va deixar una marca. Com a compositor va aconseguir un èxit primerenc amb la seva peça orquestral The Land of the Mountain and the Flood (1887), i, més tard, la seva primera òpera, Jeanie Deans (1894). Les seves composicions posteriors no van coincidir amb aquests dos èxits, i tot i que va continuar component al llarg de la seva vida, es va fer més conegut com a director i professor. Va ocupar càrrecs docents a la Royal Academy of Music i a la Guildhall School of Music and Drama.
Com a director d'orquestra, MacCunn va exercir com a director musical de les companyies d'òpera Carl Rosa, Moody-Manners i D'Oyly Carte, i va treballar amb Thomas Beecham a les temporades d'òpera de Londres el 1910 i 1915 i de gira.

## Vida i carrera
Primers anys

James MacCunn era el segon fill de James MacCunn i la seva dona Barbara, de soltera Neill. Era una llar musical: MacCunn sènior, un pròsper armador de professió, era violoncel·lista aficionat; la seva dona, antiga alumne de Sterndale Bennett, cantava i tocava el piano. Els pares van encoratjar el desenvolupament musical del seu segon fill, que, juntament amb la seva educació general a la "Greenock Academy" i en altres llocs, va rebre classes particulars de professors locals de violí, piano, orgue, harmonia i composició. Quan tenia vuit anys, la família va passar una temporada completa a Londres, on el nen va poder assistir a tots els concerts d'August Manns al Palau de Cristall. El 1883, a l'edat de quinze anys, va guanyar una beca per al recentment establert "Royal College of Music" (RCM) de Londres.
Al RCM MacCunn va estudiar piano amb Franklin Taylor, viola amb Alfred Gibson i composició amb Hubert Parry i Charles Villiers Stanford. Mentre era estudiant, va estrenar composicions importants: la cantata The Moss Rose, interpretada al RCM el 1884, i l'obertura Cior Mhor, que va ser donada per Manns en un concert al Crystal Palace l'octubre de 1885. El 1885 MacCunn va adoptar el primer nom Hamish, una versió gaèlica del nom James.

MacCunn va renunciar a la beca l'any 1886 en el que el crític musical John Purser descriu com "un atac de piqué" perquè sentia que no estava rebent l'estatus social que li corresponia. Va deixar la RCM sense llicenciar-se. Poc després va tenir un èxit amb la seva obertura de concert The Land of the Mountain and the Flood, estrenada al Crystal Palace el 1887. "The Musical Times" va comentar:
| « | "L'obra, que té una concepció enèrgica i atrevida i amb una puntuació brillant, va ser ben interpretada i rebuda amb entusiasme". | » |

Bernard Shaw, en la seva qualitat de crític musical, la va anomenar "una obertura escocesa encantadora que et porta per sobre dels turons i lluny".
Algunes de les cançons del compositor i altres obres es van estrenar a la casa del pintor John Pettie, la filla del qual Alison es va casar amb MacCunn el juny de 1889. Van tenir un fill, Fergus, que es va convertir en soldat. Pettie va retratar MacCunn en la seva popular pintura Two Strings to her Bow (1887). De 1888 a 1894 MacCunn va ser professor d'harmonia a l'antic rival de la RCM, la Reial Acadèmia de Música i també va rebre alumnes particulars.

## Òpera i direcció
El 1889 el director d'òpera Carl Rosa va encarregar a MacCunn que escrivís una obra per a la "Carl Rosa Opera Company", i el 1891 MacCunn va contractar per escriure una òpera per a la nova "Royal English Opera House" de Richard D'Oyly Carte. El treball per a Carte s'havia de basar en la novel·la Cleopatra de H. Rider Haggard de 1888, però l'òpera no es va acabar mai, i el fet que MacCunn no va proporcionar una obra per continuar les temporades de Carte (juntament amb fracassos similars d'altres dos compositors britànics) va provocar el tancament de l'òpera i l'abandonament de l'empresa d'òpera anglesa de Carte.
Finalment, l'encàrrec per a Rosa es va completar, encara que no es va produir fins després de la mort de l'empresari. Aquesta òpera va ser Jeanie Deans, basada en The Heart of Midlothian de Walter Scott i produïda per primera vegada el 1894 a Edimburg, dirigida pel compositor. Va ser un èxit considerable, malgrat el que The Times va anomenar "el dubtós avantatge" d'un llibret de Joseph Bennett. El 1896 Jeanie Deans va rebre una actuació a Londres, i MacCunn va compondre una altra òpera, Diarmid and Ghrine. L'any següent, Manns va interpretar la nova suite orquestral de MacCunn, Highland Memories, i la companyia Carl Rosa va presentar Diarmid and Ghrine a la Royal Opera House.
A partir de l'estrena de Jeanie Deans, MacCunn es va associar amb les companyies d'òpera britàniques com a director. Durant dues temporades a partir de 1898 va ser director musical de la companyia Carl Rosa, dirigint, entre moltes altres coses, les primeres produccions en llengua anglesa de Tristan und Isolde i Siegfried de Richard Wagner. El 1900 va signar un contracte de dos anys com a director de la companyia "Moody-Manners", dirigint un ampli repertori d'òperes, com Lohengrin, Tannhäuser, Carmen, La Juive, Der fliegende Holländer, Tristan und Isolde i Martha. El 1902 va ser nomenat director musical de la "D'Oyly Carte Opera Company" al Savoy Theatre, per a la primera producció de Merrie England d'Edward German, i l'any següent A Princess of Kensington també de German. Quan la companyia Savoy es va dispersar després, MacCunn, en paraules de The Times, "va haver d'acceptar el treball en diverses produccions de 'comèdia musical', la qual cosa no va contribuir al seu avenç artístic".
El 1910 MacCunn va dirigir Hänsel und Gretel a la temporada d'òpera de Thomas Beecham al Her Majesty's Theatre, i va prendre el relleu de Beecham en la direcció de Les Contes d'Hoffmann durant la gira. El 1915 va dirigir Les Contes d'Hoffmann i Faust a la temporada de Beecham al "Shaftesbury Theatre".
A partir de 1912 MacCunn va prendre classes d'òpera a la Guildhall School of Music and Drama i va continuar ensenyant de manera privada. La direcció i l'ensenyament van ocupar gran part del seu temps, i va compondre menys en els seus últims anys. Les seves obres escrites després de 1900 inclouen The Masque of War and Peace (1900) produïda al "Her Majesty's Theatre", una altra òpera –The Golden Girl– i una peça per a cor i orquestra, The Wreck of the Hesperus (ambdues de 1905). El 1908 es va representar a Londres el seu Pageant of Darkness and Light.
MacCunn es va emmalaltir de càncer de gola l'any 1916 i va morir a la seva casa de St John's Wood, Londres, el 2 d'agost de 1916, als quaranta-vuit anys, li van sobreviure la seva vídua i el seu fill.

## Obres
Per consultar l'obra d'Hamish MacCunn, aneu al seu arxiu de la Viquipèdia anglesa.